# Stedelijk Gymnasium Schiedam
Het Stedelijk Gymnasium Schiedam te Schiedam is een zelfstandig, categoraal, openbaar gymnasium. De school telt ongeveer 520 leerlingen.

## Geschiedenis
In 1346 was de eerste vermelding van een stadsschool in Schiedam. Deze school werd in 1589 officieel een Latijnse school en in 1879 een gymnasium.
In 2007 werd de school verbouwd.

## Bekende oud-leraren en -leerlingen
Leraren:
- Cornelis van Bree, taalkundige
- Pieter Geijl, historicus
- A.A. Kampman, historicus

Leerlingen:
- Erik Arbores, producer/dj
- Maarten Biesheuvel, schrijver
- Noortje Herlaar, actrice
- Tim Hofman, presentator bij BNNVARA
- Tunahan Kuzu, voormalig Tweede Kamerlid voor de PvdA, nu voor DENK
- Henk Jan Ormel, Tweede Kamerlid voor het CDA
- Stefan Pop, stand-upcomedian
- Bruno van Dingen (rapper Brunzyn)
- Hila Noorzai, presentatrice en radio-dj